# Интегрализм
В политике интеграли́зм (англ. integralism), интеграционизм (англ. integrationism) или интегризм (фр. intégrisme) — это интерпретация католического социального учения, в котором утверждается принцип, согласно которому католическая вера должна быть основой публичного права и государственной политики в гражданском обществе. Интегрализм является анти-плюралистическим, стремящимся к тому, чтобы католическая вера доминировала в гражданских и религиозных вопросах. Интегралисты поддерживают определение Папы Пия IX в его энциклике Quanta cura 1864 года о том, что религиозный нейтралитет гражданской власти не может быть воспринят как идеальная ситуация, а также доктрину Папы Льва XIII в Immortale Dei о религиозных обязательствах государств. В декабре 1965 года Второй Ватиканский Собор одобрил, а Папа Павел VI обнародовал документ Dignitatis humanae — «Декларацию Совета о религиозной свободе», в которой говорится, что она «оставляет нетронутой традиционную католическую доктрину о моральном долге людей и обществ по отношению к истинной религии и к единой Церкви Христовой». Однако одновременно Собор решил, что «человеческая личность имеет право на религиозную свободу», шаг, который, по мнению некоторых католиков-традиционалистов, таких как архиепископ Марсель Лефевр, основатель Общества Святого Пия X, противоречит предыдущим доктринальным заявлениям.
Этот термин иногда используется более широко и в некатолическом контексте для обозначения набора теоретических концепций и практической политики, которые защищают полностью интегрированный социальный и политический порядок, основанный на всеобъемлющей доктрине человеческой природы. В этом общем смысле некоторые формы интегрализма ориентированы исключительно на достижение политической и социальной интеграции, другие — на национальное или этническое единство, тогда как третьи были больше ориентированы на достижение религиозного и культурного единообразия. Таким образом, интегрализм также использовался для описания некатолических религиозных движений, таких как протестантский фундаментализм или исламизм. В политической и социальной истории XIX и XX веков термин «интегрализм» часто применялся к традиционалистскому консерватизму и аналогичным политическим движениям на правом крыле политического спектра, но также был принят различными центристскими движениями как инструмент политической, национальной и культурной интеграции.
Как отдельное интеллектуальное и политическое движение, интегрализм возник во время полемики XIX и начала XX веков внутри католической церкви, особенно во Франции. Этот термин использовался для описания тех, кто выступал против модернистов и стремился создать синтез христианской теологии и либеральной философии светской современности. Сторонники католического политического интегрализма учили, что все социальные и политические действия должны основываться на католической вере. Они отвергали разделение церкви и государства, утверждая, что католицизм должен быть провозглашённой государственной религией.
Современные дискуссии об интегрализме возобновились в 2014 году, сосредоточившись на критике либерализма и капитализма.
Сторонники интегрализма считают общество единым целым, поэтому поддерживает унионизм, корпоративизм и единое политическое представительство вместо разделения по идеологическому признаку.
Часто рассматриваясь противниками как идеология «крови и почвы», интегрализм утверждает, что наилучшие государственные институты для каждого народа диктуются его культурой, историей и климатом страны. Интегрализм поддерживает римско-католическую церковь и не признает национальные церкви.
Интегрализм обычно ассоциируется с движением Аксьон Франсэз и фашизмом, особенно в Латинской Америке, однако существуют некоторые различия.
В Португалии, на родине интегрализма, он является традиционалистским и монархистским движением.

## Католический интегрализм

### История
Первым государством, официально принявшим христианство, была Армения при Трдате III. Однако установление государственного порядка, поддерживаемого интегралистами, обычно считается началом обращения римского императора Константина I в 312 году. Хотя Константин лично принял христианство, только в 380 году Феодосий I официально принял никейское христианство как религию империя по Фессалоникийскому эдикту. То, что британский историк-медиевист Ричард Саутерн называл отождествлением Церкви со всем организованным обществом, усилилось правовыми реформами Юстиниана I в VI веке. Кульминационный этап идентификации начался в Западной Европе с Translatio imperii после того как в 800 году папа Лев III короновал короля франков Карла Великого как «императора римлян». Константиновская эпоха начала приходить в упадок с Реформацией, и обычно считается, что она завершилась с Французской революцией. В 1950 году папа Пий XII назвал монаха-доминиканца и пророка Савонаролу одним из пионеров интегрализма перед лицом «неоязыческих» влияний эпохи Возрождения: «Савонарола показывает нам сильную совесть аскета и апостола, живо чувствующего вещи божественные и вечные, выступающего против безудержного язычества, остающегося верным евангельскому и паулинскому идеалу целостного христианства, претворяемому в жизнь в общественной жизни, а также и оживление всех учреждений. Вот почему он начал проповедовать, побуждаемый внутренним голосом и вдохновленный Богом».

### Учение
Католический интегрализм — это интерпретация католического социального учения, которое выступает за авторитарное и анти-плюралистическое католическое государство везде, где преобладание католиков делает это возможным; он зародился в Португалии, Испании, Франции, Италии и Румынии XIX века. Это было движение, которое стремилось утвердить католическую основу всех социальных и политических действий, а также свести к минимуму или устранить любых конкурирующих идеологических акторов, таких как светский гуманизм и либерализм. Интегрализм возник в противовес либерализму, который некоторые католики считали «безжалостной и разрушительной идеологией»:1041. Католический интегрализм не поддерживает создание автономной «католической» государственной церкви или эрастианства (галликанства во французском контексте). Скорее, он поддерживает подчинение государства моральным принципам католицизма. Таким образом, католический интегрализм отвергает отделение морали от государства и отдаёт предпочтение католицизму как провозглашённой государственной религии.
Католический интегрализм апеллирует к учению средневековых пап, таких как Григорий VII и Бонифаций VIII, о необходимости подчинения государства и светской власти духовной. Однако католический интегрализм как сознательно сформулированная доктрина возник как реакция на политические и культурные изменения, последовавшие за Просвещением и Французской революцией. Папство XIX века бросило вызов росту либерализма (с его доктриной народного суверенитета), а также новым научным и историческим методам и теориям (которые, как считалось, угрожали особому статусу христианского откровения). Папа Пий IX осудил либеральные и просветительские идеи в своём «Списке заблуждений» 1864 года. Термин «интегрализм» применялся к испанской политической партии, основанной около 1890 года и основывавшей свою программу на Силлабусе Пия IX. Католический интегрализм достиг своей «классической» формы в реакции против модернизма. Однако этот термин стал популярным только при папе Пие X (1903—1914). После осуждения папой модернизма в 1907 году тех, кто наиболее активно продвигал папское учение, иногда называли «интегральными католиками» (фр. Catholiques intégraux), от этого термина и произошли слова intégrisme (интегризм) и intégralisme (интегрализм). Поощряемые Папой Пием X, «интегральные католики» разыскивали и разоблачали любого единоверца, которого подозревали в модернизме или либерализме. Важной интегралистской организацией было Братство Пия, известное во Франции как La Sapinière, основанное в 1909 году священником и историком Умберто Бениньи.
Другим компонентом антимодернистской программы Пия X было необходимость учения Фомы Аквинского как в теологии, так и в философии. В своем декрете Postquam Sanctissimus от 1914 года папа опубликовал список из 24 философских тезисов, обобщающих «принципы и наиболее важные мысли» святого Фомы. Таким образом, интегрализм включает приверженность учению Фомы Аквинского, понимаемому, в частности, как оплот против субъективистской и скептической философии, исходящей от Декарта и его последователей.

### Политика
Идея о том, что светская политическая власть должна быть подчинена высшей, духовной цели человека, является общей — если не главной темой — современного католического интегрализма.

### Возрождение
В XX веке популярность католического интегрализма сошла на нет. Однако в в XXI веке среди молодого поколения католиков, пишущих для таких веб-сайтов, как The Josias, отмечается «возрождение католического интегрализма». Можно сказать, что интегрализм стал современным продолжением традиционной католической концепции отношений между церковью и государством, сформулированной папой Геласием I и разъясняемой на протяжении веков вплоть до «Силлабуса» Пия IX, осуждающей идею о том, что разделение Церкви и государства является моральным благом. Например, некоторые католики высоко оценили действия Пия IX в деле Мортары, шестилетнего еврейского мальчика, которого крестили без согласия родителей и по приказу папы забрали из семьи, так как евреи не имели права воспитывать христианского ребёнка:1039–1041. В 2020 году Томас Крин и Алан Фимистер в ссвоей работе «Интегрализм: руководство по политической философии» поптыались дать систематическое описание католического интегрализма как последовательной политической философии.
Учёные провели параллели между католическим интегрализмом и христианским реконструкционизмом, которого придерживаются некоторые реформатские церкви. В журнале National Catholic Reporter Джошуа Дж. МакЭлви заявил, что католические интегралисты и христианские реформаты-реконструкционисты создали нетрадиционный экуменический альянс для достижения цели создания «государства теократического типа». Некоторые интегралисты относят себя к левому крылу политического спектра. Обе группы Tradistae и Tradinista признают что считают долгом государства по отношению к Католической церкви, а также поддерживают теологию освобождения и отвергают капитализм.
Интегрализм является основой ряда современных правовых концепций, которые подчёркивают естественное право, включая конституционализм общего блага, предложенный и популяризированный американский профессором конституционного права Адрианом Вермелем, как и интегрализм, для «борьбы с законной социальной угрозой современного либерального индивидуализма». Некоторые протестантские деятели, такие как Брэд Литтлджон, проявляют интерес к интегрализму и считают, что он больше напоминает традиционно протестантское понимание политики, а не католическое.

## Варианты интегрализма
Существует ряд вариантов интегралистской политической теории, часто названных по стране их происхождения.

### Французский интегрализм
Термин «интегризм» широко используется во французском философском и социально-политическом языке в общем и уничижительном смысле, особенно для обозначения любого религиозного экстремизма. Интегризм в узком смысле часто, но спорно применяется к интегральному национализму и движению Action Française, основанному Шарлем Моррасом, хотя Моррас был атеистом, и его движение было осуждено Римом как «политический модернизм» в 1926 году. Французский католический философ Жак Маритен утверждал, что его интегральный гуманизм, который он принял после осуждения Action Française, является подлинно интегралистской позицией, хотя обычно он рассматривается как его противоположность.

### Испанский интегрализм
Политические последствия католического интегрализма очевидны в баскско-наваррском контексте Испании, где этот интегризм или традиционалистский католицизм относится к антилиберальному движению XIX и XX веков, выступающему за восстановление не только клерикальных, но и местных институтов, разрушенных в ходе карлистских войн (1833, 1840). Одна из его ветвей на рубеже XX века превратилась в баскский национализм.
Этот термин может также относиться к политической философии 1888–1932 годов, самыми яркими представителями которой были политики Рамон Носедаль и Хуан Оласабаль.

### Португальский интегрализм
Лузитанский интегрализм (порт. Integralismo Lusitano) — интегралистское движение Португалии, основанное в 1914 году для борьбы с антиклерикализмом, либерализмом, социализмом, популизмом и революцией. Основатели движение вдохновлялись опытом французского движения Action française и считали идеальной формой правления авторитарную, националистическую и корпоративистскую монархию. Португальский интегрализм был традиционалистским, но не консервативным, выступая за децентрализацию, католицизм и монархию, и против парламентаризма. Движение было особенно активно во время Первой Португальской республики, которую резко критиковало.

### Бразильский интегрализм
Бразильское интегралистское действие (порт. Ação Integralista Brasileira), возглавляемое Плиниу Салгаду, и в некоторой степени укорененное как в португальской интегралистской традиции, так и в итальянском фашизме, было основано в октябре 1932 года; как юридически признанная организация оно просуществовало менее шести лет. Однако организация Салгаду представляла собой в первую очередь националистическое движение, лишь косвенно связанное с католическим интегрализмом.

### Интегрализм Сорокина
Крупнейший макросоциолог XX века Питирим Сорокин стал творцом новой версии интегрализма, научные основы которого он изложли в четырёхтомной «Социальной и культурной динамике» — своеобразной «библии» интегрализма, тогда как «Главные тенденции нашего времени» служат его «евангелием».
Суть интегрализма Сорокина, его главные отличительные черты по сравнению с преобладающими течениями социально-экономической мысли индустриальной эпохи, в том, что отрицая в историческом плане буржуазный либерализм и марксистский социализм, интегрализм принимал в наследство всё ценное, что выработано ими, и, интегрируя это ценное, переплавляет в новый синтез. В отличие от либерализма и социализма, интегрализм Сорокина отдаёт предпочтение духовному миру человека и общества, исходит из дуализма и даже плюрализма общества, его многомерности, предполагает множественность социальных сил и граней общественной жизни, отрицает унификацию, видя в наличии различных движущих сил, источник саморазвития многомерного общества.
Интегрализм Сорокина отрицает классовый подход к прошлому, настоящему и будущему общества, свойственные либерализму и марксизму, предпочитая цивилизационный подход к истории и будущему общества.
Интегрализму присущ циклический взгляд на динамику общества и природы как бесконечного процесса смены циклов разной длительности и глубины, с неизбежными кризисными фазами при смене циклов, с противоречивым взаимодействием циклов в смежных и отдаленных областях. При таком подходе конец истории исключается (он возможен только вместе с концом человечества), цикличная пульсация общественной динамики характерна как для всей его истории, так и для настоящего и будущего.
Сорокин ввёл новое понятие — макросоциоло́гия. Под ней понимается синтез, вершина всей пирамиды общественных наук, их философия, изучающуя закономерности статики, динамики и генетики в развитии общества, взаимодействие всех его основных элементов — цивилизаций, стран, наций, этносов, классов и других социальных групп, стратификацию и мобильность и тому подобное. Также Сорокин ввёл в систему общественных наук новый элемент — социогенетику, выражающую закономерности наследственности, изменчивости и отбора в динамике общества и его подсистем.

## Критика интегрализма
Критики и противники интегрализма, такие как американский католик-неоконсерватор Джордж Вайгель, утверждают, что это движение связано с фашизмом. Сторонники интегрализма отрицают эту связь, заявляя, что интегрализм сформировался до фашизма, и что сотрудничество между фашистскими и интегралистскими группами преувеличено. Ещё один консервативный автор, Джон Змирак, критикует современных католических интегралистов как врагов «религиозной свободы», в то время как такие авторы, как философ Томас Пинк, настаивают, что интегрализм совместим с представлением Второго Ватиканского собора о религиозной свободе.
Американская правозащитная организация Southern Poverty Law Center использует термин «интегризм» для обозначения «радикальных традиционных католиков», отвергающих Второй Ватиканский собор, описывая их как антисемитских и «чрезвычайно консервативных» в отношении прав женщин, а также отмечает, что некоторые утверждают, что недавние папы нелегитимны.